# Högsby (commune)
La commune de Högsby est une commune suédoise du comté de Kalmar. 6 066 personnes y vivent. Son siège se trouve à Högsby.

## Localités
- Allgunnen
- Berga
- Björkshult
- Fågelfors
- Fagerhult
- Grönskåra
- Högsby
- Långemåla
- Ruda
- Sinnerbo
- Värlebo